# The Catalogue
The Catalogue (Duitse titel: Der Katalog) of 12345678 is een CD-verzameling die bestaat uit acht albums van de Duitse band Kraftwerk, die werden uitgegeven tussen 1974 en 2003. Alle albums zijn digitaal geremasterd.
De in de box opgenomen albums zijn:
1. Autobahn (1974)
2. Radio-Activity - (Duitse titel: Radio-Aktivität) (1975)
3. Trans-Europe Express - (Duitse titel: Trans-Europa Express) (1977)
4. The Man-Machine - (Duitse titel: Die Mensch-Maschine) (1978)
5. Computer World - (Duitse titel: Computerwelt) (1981)
6. Electric Café (1986) - (hier met de originele titel: Techno Pop)
7. The Mix (1991)
8. Tour de France Soundtracks (2003)

De verzameling was gepland voor uitgave op cd, vinyl en super audio cd in 2004. Destijds werd ze echter enkel als promotiemateriaal verspreid. De officiële uitgave werd steeds uitgesteld. De box werd uiteindelijk uitgegeven door EMI op 6 november 2009.